# Lynn Merrick
Lynn Merrick, właśc. Marilyn Llewelling (ur. 19 listopada 1919 w Fort Worth, zm. 25 marca 2007 w West Palm Beach) – amerykańska aktorka westernowa.
W latach 40. Marilyn Merrick Llewelling zagrała w swojej karierze w ponad 40 filmach, głównie westernach.
Kiedy w latach 50. jej kariera aktorska dobiegła końca, Merrick zainteresowała się światem mody i została dyrektorką szkoły modelek Barbizon w Nowym Jorku.
Lynn Merrick zmarła 25 marca 2007 w wieku 87 lat po długiej chorobie w West Palm Beach na Florydzie.